# Pistohlkors (Adelsgeschlecht)

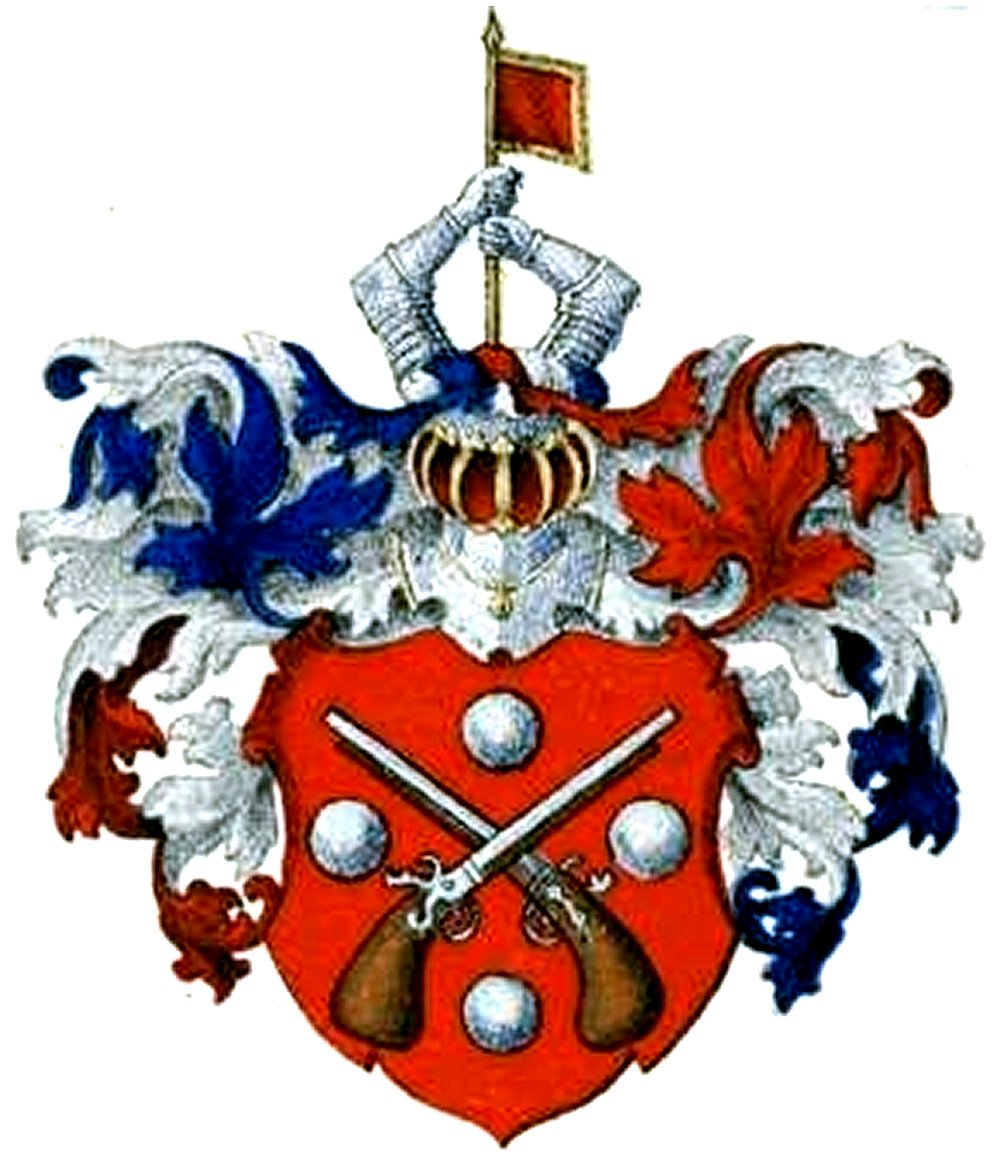
Wappen der Familie Pistohlkors (1645)

Pistohlkors, auch Pistolekors, ist der Name eines schwedisch-baltischen Adelsgeschlechts, dessen Stammlinie gegenwärtig fortbesteht.

## Geschichte
Das ostfinnländische Geschlecht großbäuerlichen Ursprungs mit ausgedehntem Allodialbesitz, beginnt seine Stammreihe mit dem am 22. Februar 1645 in den schwedischen Adelsstand erhobenen Leutnant Göran Olofsson (1596–1663). Er wurde am 2. März 1647 bei der Adelsklasse der schwedischen Ritterschaft introduziert (Nr. 321). Sein Enkel Johann Erich von Pistohlkors († 1763), Mannrichter in Estland und Erbherr u. a. auf Ruttigfer und Massau wurde 1742 bei der livländischen Ritterschaft und am 10. Juni 1746 bei der estländischen Ritterschaft immatrikuliert (Nr. 72). Der schwedische Major Johan Conrad Pistolekors (1765–1835) auf Kurkela wurde am 29. Januar 1818 bei der Adelsklasse der finnländischen Ritterschaft immatrikuliert (Nr. 30). Am 14. April 1849 erfolgte für den russischen Generalleutnant Karl Gustav von Pistohlkors (1795–1876) die Eintragung in den 2. Teil des Adelsgeschlechtsbuchs des Gouvernements Twer. Die Familie verfügte in Finnland und Estland, insbesondere in Livland zeitweise über umfangreichen Gutsbesitz.

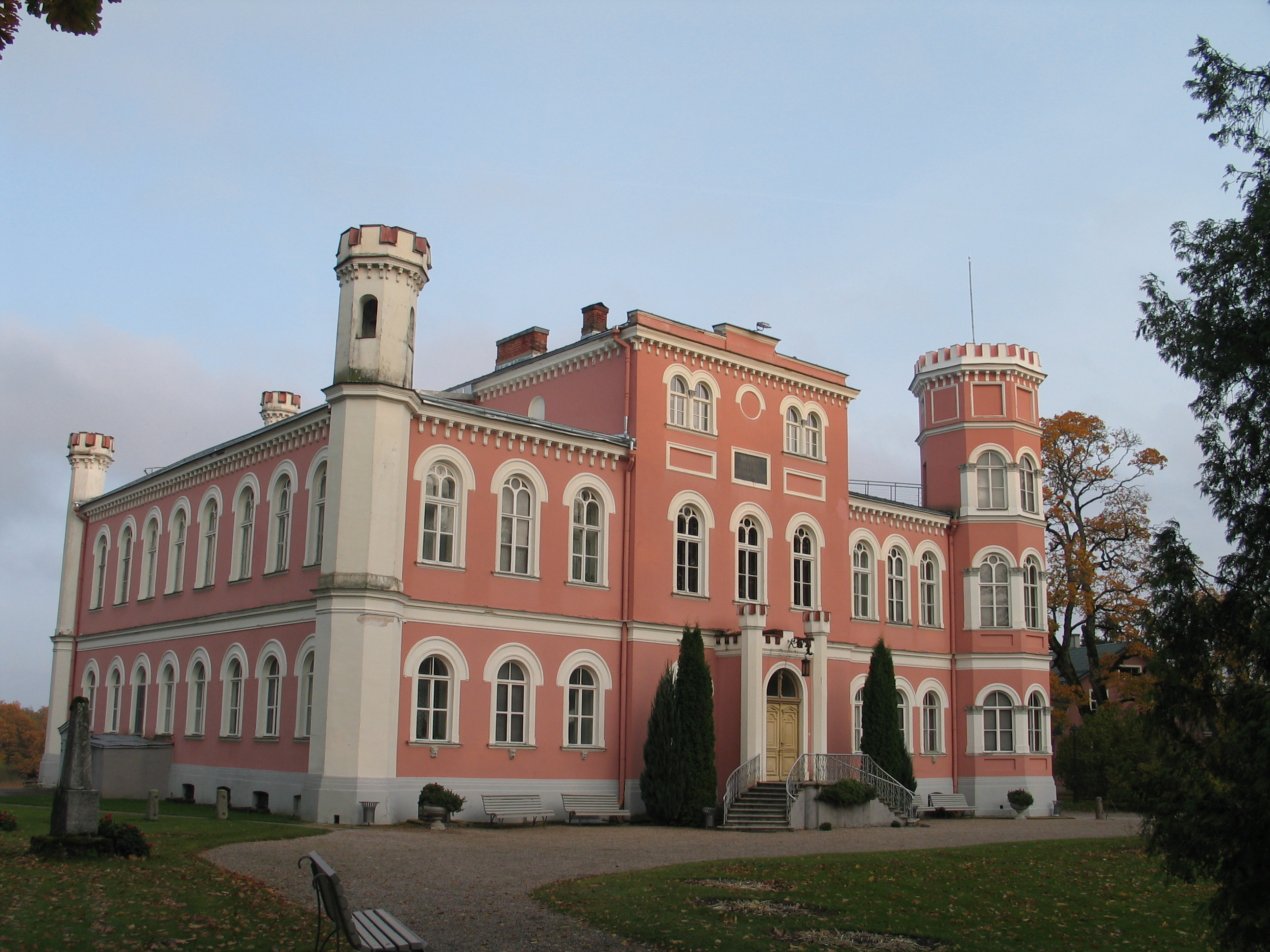
Herrenhaus Koltzen (2007)
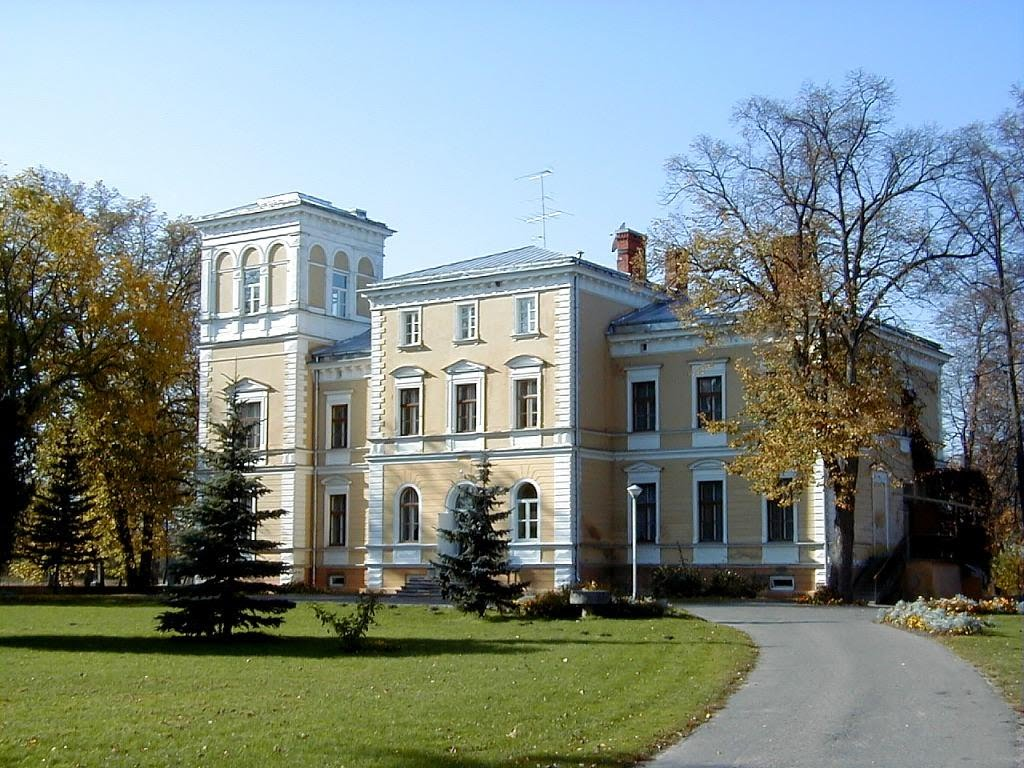
Herrenhaus Idsel (2000)

## Wappen
Das redende Wappen von 1645 mit zwei schräg gekreuzten Pistolen, also einem „Pistolenkreuz“ (schwedisch Pistolekors), zeigt in Rot zwei kreuzweise aufwärts geschrägte silberne Reiterpistolen mit goldenem Knauf und Schloss, begleitet von vier (1, 2, 1) silbernen Kugeln. Auf dem blau-silber-rot bewulsteten Helm mit rechts blau-silber-roten und links rot-silber-blauen Decken, zwei wachsende geharnischte Arme, eine golden gerandete rote Fahne an goldener Lanze haltend.

## Angehörige

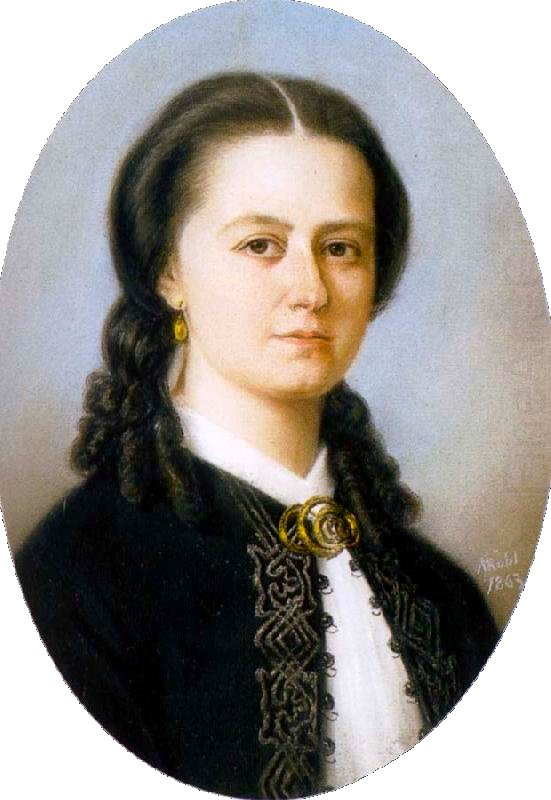
Laura Netzel, geb. Pistolekors (1839–1927)

- Otto Friedrich von Pistohlkors (1754–1831), livländischer Landrat[4]
- Karl Gustav von Pistohlkors (1795–1876), russischer Generalleutnant[5]
- Alexander Wassiljewitsch Pistolkors (1824–1879), russischer Generalmajor
- Ippolit von Pistohlkors (1837–1913), russischer Jurist[6]
- Georg Fredrik Pistolekors (1802–1872), finnischer Soldat, Beamter und Parlamentarier
- Laura Netzel, geb. Pistolekors  (1839–1927), schwedische Komponistin, Pianistin, Dirigentin
- Erich Gerhard von Pistohlkors (1853–1935), russischer Generalmajor, Ehemann von Olga Valerianowna Karnowitsch (1865–1929)
- Harry von Pistohlkors (1870–1947), Publizist und Politiker[7]
- Alexander Alexandrowitsch Pistohlkors (1896–1996), sowjetischer Funkingenieur
- Gert von Pistohlkors (* 1935), Osteuropahistoriker